# Prionchulus muscorum
Prionchulus muscorum is een rondwormensoort uit de familie van de Mononchidae. De wetenschappelijke naam van de soort is voor het eerst geldig gepubliceerd in 1845 door Dujardin.